# QTH
A QTH a rádiós kommunikációban használt Q-kód, jelentése: az állomás helye.
A hely többféleképpen is megadható, használhatunk településnevet, földrajzi koordinátát, vagy QTH-lokátort. Különféle rádiószolgálatok más-más módszert használnak a helyadatok átvitelére.
A QTH durva meghatározására alkalmas maga a hívójelprefix is, ebből következtethetünk arra, hogy az adott állomás mely ország területén van. A legtöbb országban a hívójelprefix utáni körzetszám, körzetazonosító sokszor az ország egy kisebb területi egységére utal, így a hívójelből következtethetünk egy adott országon belüli tartományi, megyei szintű elhelyezkedésére.
Rádióamatőr gyakorlatban szabály, ha egy rádióamatőr külföldről forgalmaz, a hívójele elé megadja a tartózkodási országának a prefixét. Például:
```
CQ OM/HA1ABC
```

Ebből a hívásból megállapítható, hogy egy Magyarországi rádióamatőr kezdeményezett hívást Szlovákia területéről.
Némely országban olyan szabály is van, hogy az országnak egy adott területét is meg kell adni prefix kiegészítésként az ott tartózkodó külföldi rádióamatőrnek:
```
CQ EA8/HA1ABC
```

Ebből a hívásból megállapítható, hogy egy Magyarországi rádióamatőr kezdeményezett hívást Spanyolország 8-as körzetéből, vagyis a Kanári-szigetekről.

## A QTH kód használata a kommunikációban
A QTH Q-kód általi helyátvitel kérdés-válasz formában:
```
...
QTH?
QTH BUDAPEST
...

```

A hely megadása során a hely tengerszint feletti magassága is megadható:
```
...
QTH?
QTH KN08FH ASL 161
...

```

Egy jeladó automatikus szövege is tartalmazhatja:
```
VVV HG0BXX KN07AB ASL 320 PWR 3W

```

A helyadatok a hívás elején is megadhatóak, van, ahol szabály már az első körben megadni:
```
CQ HG0ABC KN08
HG0ABC DE0FGH JN45

```